# Exetastes georginae
Exetastes georginae är en stekelart som beskrevs av Ian D. Gauld och Ugalde 2002. Exetastes georginae ingår i släktet Exetastes och familjen brokparasitsteklar. Inga underarter finns listade i Catalogue of Life.